# 1-Brom-4-iodbenzol
1-Brom-4-iodbenzol ist eine chemische Verbindung aus der Gruppe der Aromaten. Es ist eines der drei möglichen Bromiodbenzole; die anderen sind 1-Brom-2-iodbenzol und 1-Brom-3-iodbenzol.

## Gewinnung und Darstellung
1-Brom-4-iodbenzol wurde erstmals 1896 von Eugen Bamberger synthetisiert. Hierzu fing er p-Brombenzoldiazoniumionen mit Natriumhydrogencarbonat-Lösung in Form eines Oxids ab und ließ dieses von ihm selbst als Anhydrid bezeichnete Zwischenprodukt mit elementarem Iod reagieren (entsprechende Diazoanhydride sind auch von der Gomberg-Bachmann-Reaktion bekannt). Edukt war dabei p-Bromanilin. Zu Bemerken ist aber, dass solche als Anhydrid bezeichneten Zwischenprodukte schon durch Trocknung bei Raumtemperatur ohne weitere Einwirkung stärker detonieren, als Stickstofftrichlorid.
Gängiger ist die Synthese durch die Sandmeyer-Reaktion (ausgehend von demselben Edukt), wie erstmals von Arthur Hantzsch 1900 beschrieben.